# Tatosoma apicipallida
Tatosoma apicipallida är en fjärilsart som beskrevs av Louis Beethoven Prout 1914. Tatosoma apicipallida ingår i släktet Tatosoma och familjen mätare. Inga underarter finns listade i Catalogue of Life.